# Arrondissement Saint-Denis (Seine-Saint-Denis)
Das Arrondissement Saint-Denis ist eine Verwaltungseinheit im französischen Département Seine-Saint-Denis innerhalb der Region Île-de-France. Verwaltungssitz (Präfektur) ist Saint-Denis.

## Kantone
im Arrondissement liegen sechs Wahlkreise:
- Kanton Aubervilliers
- Kanton La Courneuve (mit 1 von 3 Gemeinden)
- Kanton Épinay-sur-Seine
- Kanton Saint-Denis-1
- Kanton Saint-Denis-2
- Kanton Saint-Ouen-sur-Seine

## Gemeinden
Die Gemeinden des Arrondissements Saint-Denis sind:
| 1. Aubervilliers (93001) | 2. La Courneuve (93027)         | 3. Épinay-sur-Seine (93031) | 4. L’Île-Saint-Denis (93039) |
| 5. Saint-Denis (93066)   | 6. Saint-Ouen-sur-Seine (93070) | 7. Stains (93072)           | 8. Villetaneuse (93079)      |

## Ehemalige Gemeinden seit 2015
bis 2025:
Pierrefitte-sur-Seine